# Alperer
Alperer (auch: Wilder Alber, wilder Ochsner, Almerer, Alperl) ist eine Sagengestalt eines wilden, furchteinflößenden Mannes oder riesigen schwarzen Senners, der wegen seiner Sünden umgehen muss. Er erinnert hierin sowohl an den Wiedergänger, als auch an den Wilden Jäger. Besonders in den Klüften südlich des Wendelsteins soll er beheimatet sein. Er soll vielerlei Gestalt annehmen können, jedoch immer furchterregender Art. Angeblich wurde er als großer Hund gesichtet, dessen Schwanz feurig glüht aber auch als fliegender, furchtbarer, feuriger Drache, mit feurigen Augen, glühendem Rachen, schuhlangen Krallen und einem Schweif, der überallhin Funken versprüht, von dem man sogar annahm, eine Verwandlungsgestalt des Teufels zu sein.
Den Sagen nach soll der Alperer oder Almerer die Sünden, welche sich über das Jahr sammelten, aber auch die, die des Sommers auf den Almen begangen werden von den Sennerinnen, deren Hütten er vorübergehend bezieht, wenn sich diese im frühen Herbst aus den Almen zurückziehen, ansammeln und am Martinstag oder dem Laurentiustag, schwer beladen durch die Sündenlast, dick und unförmig ins Tal, geradewegs in die Hölle fahren. Ein Bauer, der dem Ruhelosen einst begegnet sein will, sagte, dass ihn das Wesen, das über ihn hinweg stürmte, beinahe mit in die Tiefe gerissen hätte.
Das feurige Element in der Erscheinung des Alperers hängt möglicherweise mit dem Fall von Sternschnuppen zusammen. Dafür spricht sein gehäuftes Auftreten um Laurentius (10. August) und dem Martinstag (11. November).
In Tirol gehört es zum Brauch, dass beim Almabtrieb am Michaelistag ein als Alperer verkleideter Bursche in Tierfellen mitgeht, weshalb der Almabtrieb früher auch einfach als Alberer oder Almerfahren bezeichnet wurde (vergleichbar mit dem Perchtenlaufen).
Alperer (umgangssprachlich „Olperer“) nennt sich ein aus dem Salzkammergut und Chiemgau stammender Jodler, der in den Berggebieten von Österreich und Bayern häufig gesungen wird.
Olperer ist auch der Name eines 3.476 Meter hohen markanten Berges in den Zillertaler Alpen (Tirol).